# Замок президента Польщі
Замок президента Польщі (пол. Zamek Prezydenta Rzeczypospolitej Polskiej w Wiśle) — замок у польському місті Вісла. Побудований у стилі модернізму за проєктом архітектора Адольфа Шишко-Богуша в 1929–1930 роках для президента Польщі Ігнація Мосцицького.

## Історія

### Будівництво
У 1906 році за наказом ерцгерцога Фрідріха Австрійського, враженого красою Бескидського лісу, був побудований дерев'яний мисливський будиночок в тірольському стилі. Будиночок використовувався самим герцогом і його дружиною; як правило, сюди приїжджали двічі на рік: навесні для полювання на рябчиків і восени для полювання на оленів.

### Перша світова війна
У 1915 році в будинку оселилися німецький імператор Вільгельм II, генерал Гінденбург, австрійський імператор Карл I і австрійський генерал Франц Гетцендорф. Після закінчення Першої світової війни і падіння династії Габсбургів близько 200 незадоволених політикою австрійців в регіоні зруйнували мисливський будинок.
Після відновлення польської державності будинок перейшов у власність міністерства сільського господарства, в 1927 році уряд Сілезії запропонував побудувати на даному місці резиденцію для польського президента.
Для створення проєкту будівництва резиденції польського президента був запрошений архітектор Адольф Шишко-Богуш. Новий замок був побудований у стилі модернізму, спочатку мав пласкі дахи, а в 1938 році були додані мідні похилі дахи.

### Друга світова війна
Під час німецької окупації 1939–1945 років замок був у розпорядженні військ СС. Після закінчення війни будівлю було відремонтовано і передано в розпорядження польського президента. В 1948 році в замку зупинявся Болеслав Берут.
Після ліквідації інституту президентства в Польщі замок служив будинком відпочинку для членів кабінету міністрів ПНР. У замку кілька разів зупинялися Владислав Гомулка і Костянтин Рокоссовський. Двічі на рік, на Великдень і на Різдво, замок відвідував Юзеф Циранкевич. У різні роки його відвідували такі польські політики як Петро Ярошевич, Едвард Охаб, Едвард Ґерек, а також інші відомі поляки.

### Кінець ХХ століття— сьогодення
З 1981 року будівля стала будинком відпочинку для співробітників вугільної шахти «Pniówek», але все ще залишалася в державній власності. У 1990-тих роках знаходилася в оренді у туристичної фірми.
У 2002 році приміщення замку викуплено апаратом президента, після капітального ремонту замок знову став резиденцією польського президента. Окрім відвідувань президентом, замок також використовується як готель і доступний для відвідування усім бажаючим.